# Republic XF-12 Rainbow
Il Republic XF-12 Rainbow fu un aereo da ricognizione strategica ad alta quota e a lungo raggio, quadrimotore e monoplano ad ala bassa, sviluppato dall'azienda aeronautica statunitense Republic Aviation Company alla metà degli anni quaranta e rimasto allo stato di prototipo.
Il modello, progettato per ottenere la massima efficienza aerodinamica, era propulso da quattro motori radiali Pratt & Whitney R-4360 Wasp Major, imponenti propulsori a 28 cilindri raffreddati ad aria, come la maggior parte dei grandi aerei statunitensi dell'epoca, venne indicato come aereo che volava su tutti i quattro (flying on all fours), ovvero 4 motori, 400 mph di velocità di crociera, 4 000 mi di autonomia e 40 000 ft di quota operativa. Superando di circa 50 mph (80 km/h) il Boeing XB-39 Superfortress del 1944,  detiene ancora il primato del più veloce aereo a pistoni di queste dimensioni.
Benché estremamente innovativo, con l'introduzione dei motori a reazione e le sempre più esigenti prestazioni dell'aviazione militare strategica statunitense del dopoguerra, l'XF-12 Rainbow divenne velocemente obsoleto e non venne avviato alla produzione in serie.

### Riviste
- (EN) Aviation Week, 10 novembre 1947.
- (EN) Life magazine, novembre 1948.
- (EN) Mike Machat, Somewhere, Under a Rainbow, in Wings, Volume 24, No. 2, aprile 1994.
- (EN) George Marrett, Flights Into the Future, in Wings, Volume 35, No. 12, dicembre 2005.
- (EL) Vassilios Sitaras, XF-12 Rainbow, in Ptisi & Diastima, 9/1998.